# Katun (kolejka górska)
Katun – stalowa odwrócona kolejka górska firmy Bolliger & Mabillard, otwarta 1 kwietnia 2000 roku w parku rozrywki Mirabilandia we Włoszech.

## Opis przejazdu
Pociąg opuszcza stację, skręca 90° i rozpoczyna wjazd przy pomocy napędu łańcuchowego na główne wzniesienie o wysokości 50 m, z którego – po skręcie o 45° w lewo – zjeżdża o 45 m w dół i osiąga prędkość maksymalną 104 km/h. Następnie pokonuje pionową pętlę oraz zero-g-roll, tj. paraboliczne wzniesienie z nieważkością i jednoczesnym obrotem o 360° w prawo. Następnie pociąg skręca o 135° w prawo i wykonuje element zwany kobrą, stanowiący dwie inwersje i składający się kolejno z połowy pionowej pętli, połowy lewego korkociągu, połowy prawego korkociągu i połowy pionowej pętli, po czym wznosi się, jednocześnie pokonując prawoskrętną spiralę 270°. Następnie pociąg mija hamulce sekcyjne (MCBR), obniża się i wykonuje piątą i szóstą inwersję: prawoskrętny, a następnie lewoskrętny korkociąg. Po pokonaniu lewoskrętnej spirali 360° zostaje wyhamowany i wraca na stację.

## Tematyzacja
Otoczenie kolejki stylizowane jest na ruiny miasta Majów. Tor i podpory ciemnogranatowe, szyny żółte.
Katun oznacza w kalendarzu Majów okres równy 7 200 dni.

## Wypadek z 18 sierpnia 2017 roku
18 sierpnia 2017 roku 30-letni Marokańczyk dostał się do strefy zamkniętej wokół roller coastera w celu odzyskania zgubionej podczas przejazdu czapki i zginął w wyniku obrażeń, których doznał po uderzeniu w głowę nogą pasażerki przejeżdżającego nad nim pociągu.